# Walentkowa Grań

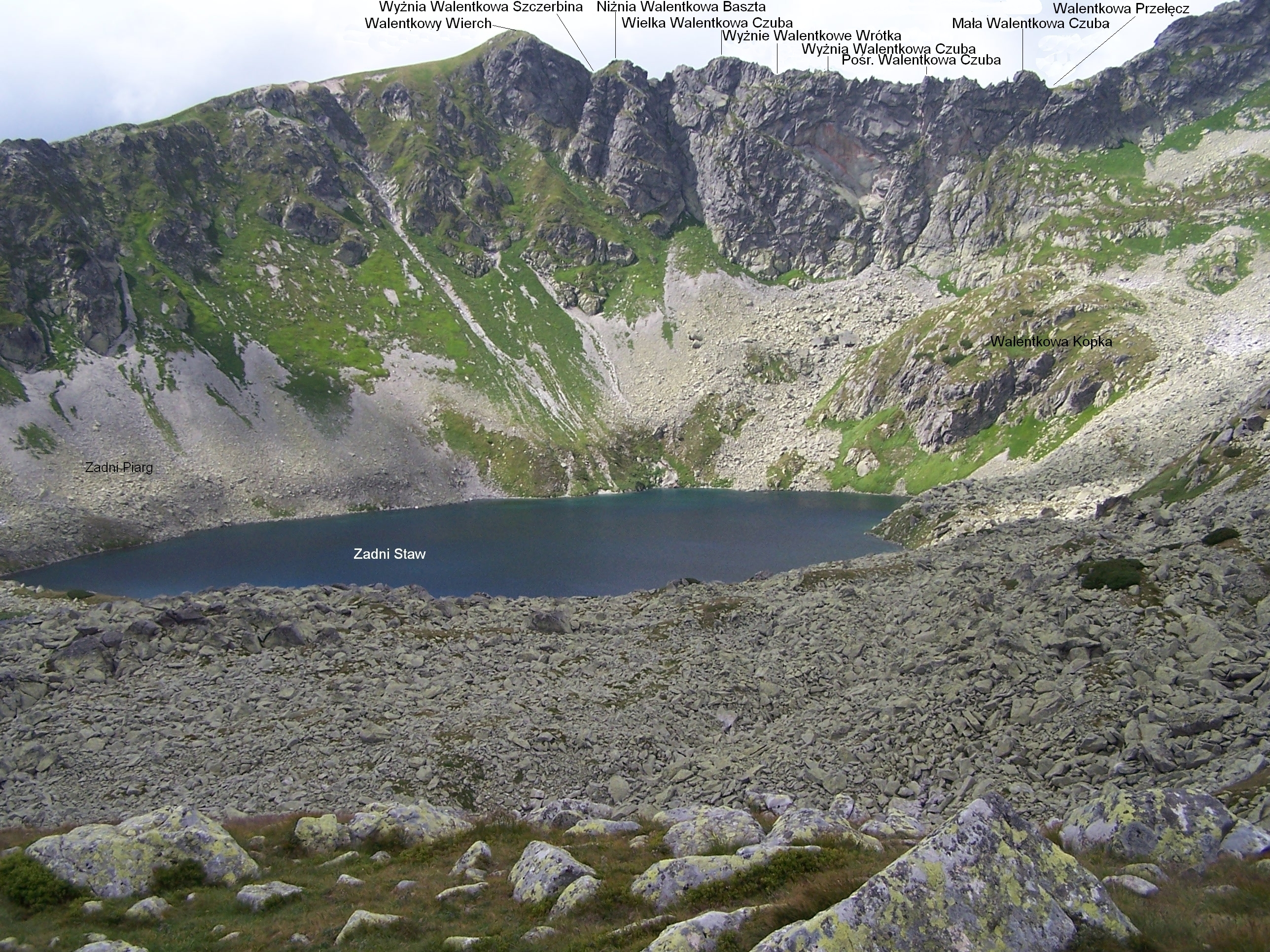
Walentkowa Grań z Doliny Pięciu Stawów Polskich

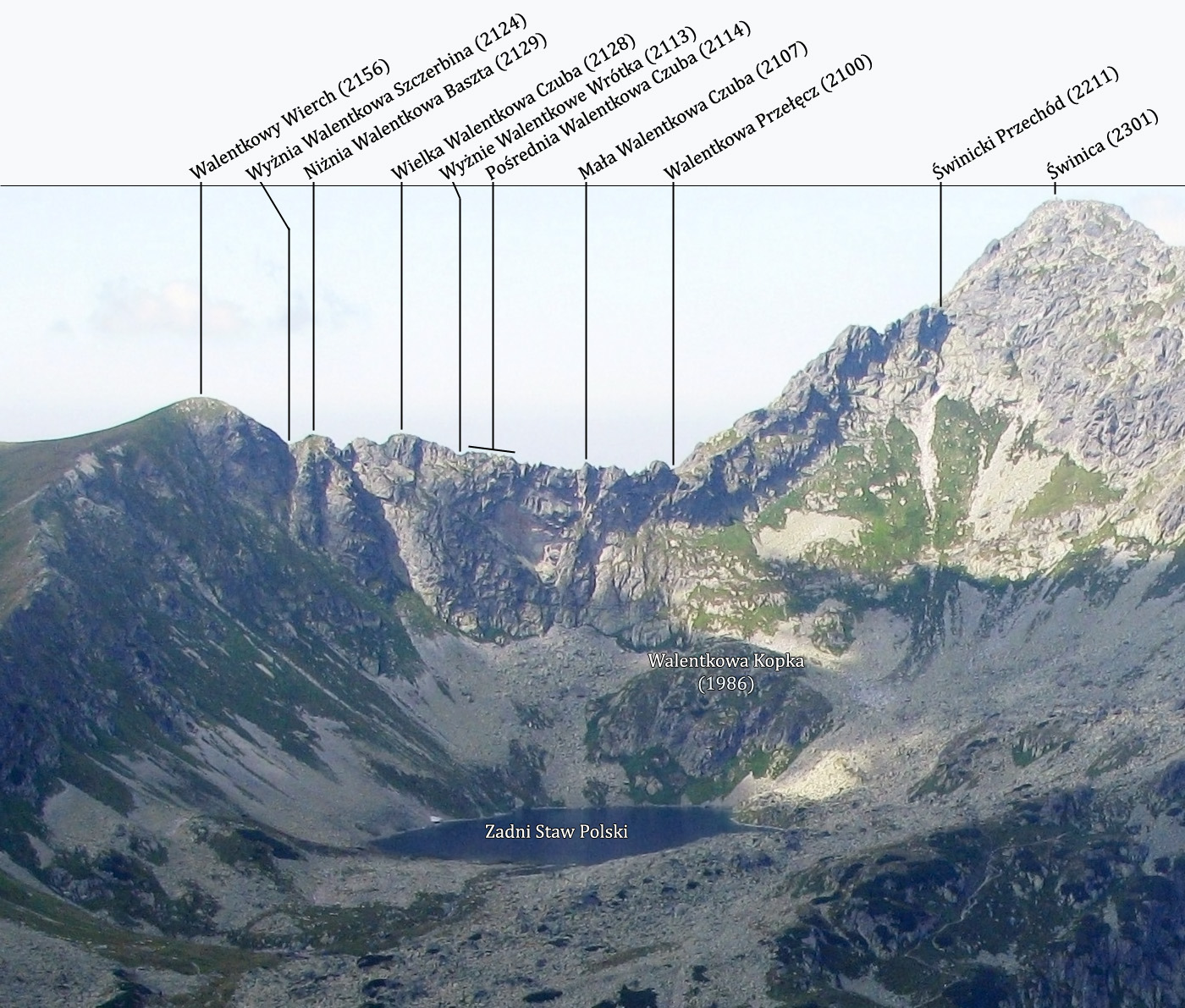
Walentkowa Grań

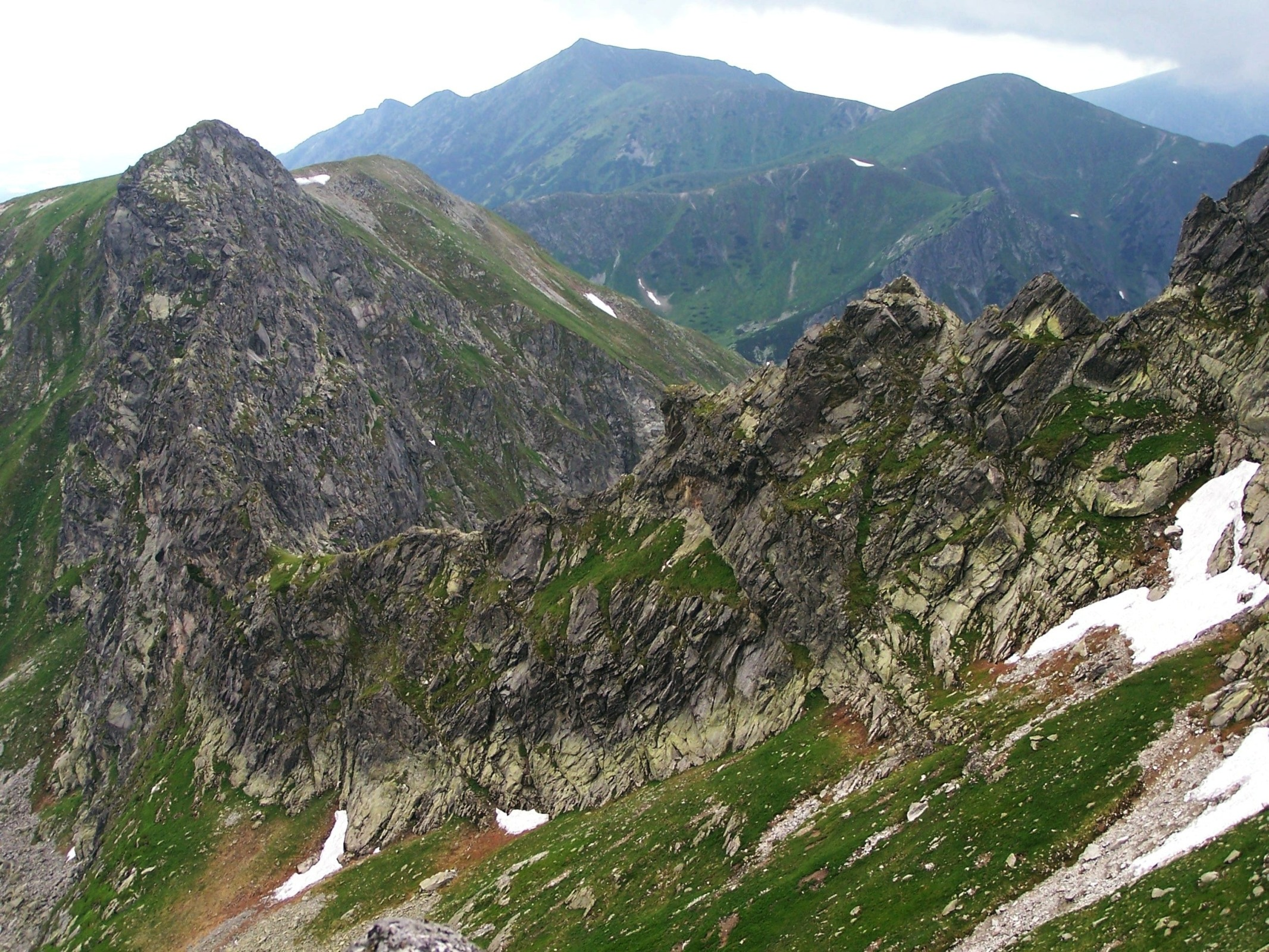
Walentkowa Grań od strony Świnicy

Walentkowa Grań (słow. Valentkov hrebeň, niem. 'Valentinsgrat, węg. Bálint-gerinc) – odcinek grani głównej Tatr Wysokich pomiędzy Walentkowym Wierchem a Świnicą. Oddziela Dolinkę pod Kołem (odnoga Doliny Pięciu Stawów Polskich) od Doliny Walentkowej (odnoga Doliny Cichej). Granią biegnie granica pomiędzy Polską a Słowacją.
W grani od wierzchołka Świnicy znajdują się (nazwy według Czterojęzycznego słownika geograficznego Tatr i Geoportalu, wysokości według mapy Orla Perć):
- Świnica (Svinica) 2301 m
- Świnicki Przechód 2211 m
- Walentkowa Przełęcz (Valentkové sedlo) 2100 m
- Mała Walentkowa Czuba (Malý Valentkov zub) 2108 m
- Niżnie Walentkowe Wrótka (Nižné Valentkove vrátka) 2099 m
- Pośrednia Walentkowa Czuba (Prostredný Valentkov zub) 2107 m
- Pośrednie Walentkowe Wrótka (Prostredné Valentkove vrátka) 2104 m
- Wyżnia Walentkowa Czuba (Vyšný Valentkov zub) 2114 m
- Wyżnie Walentkowe Wrótka (Vyšné Valentkove vrátka) 2113 m
- Wielka Walentkowa Czuba (Vyšný Valentkov zub) 2128 m
- Niżnia Walentkowa Szczerbina 2120 m
- Niżnia Walentkowa Baszta (Nižná Valentkova bašta) 2129 m
- Wyżnia Walentkowa Szczerbina (Vyšná Valentkova štrbina) 2124 m
- Walentkowy Wierch (Valentková) 2156 m[5].

Pomiędzy przełęczami – Świnickim Przechodem i Walentkową Przełęczą – w grani wyróżnia się jeszcze kilka niewielkich kulminacji rozdzielonych szczerbinami. Najwyższa z nich ma wysokość 2203 m, pozostałe od 2142 do 2166 m. U południowo-wschodnich podnóży Walentkowej Grani, tuż nad Zadnim Stawem znajduje się Walentkowa Kopka.
Pierwszego przejścia grani dokonali w 1907 r. Tadeusz Grabowski i Adam Staniszewski, zimą Walentkową Grań jako pierwsi pokonali Edúard Ganoczi i István Zamkovszky w 1927 r.